# Liji (köpinghuvudort i Kina, Hainan Sheng, lat 18,75, long 110,32)
Liji är en köpinghuvudort i Kina. Den ligger i provinsen Hainan, i den södra delen av landet, omkring 140 kilometer söder om provinshuvudstaden Haikou. Antalet invånare är 38 919. Befolkningen består av 17 783 kvinnor och 21 136 män. Barn under 15 år utgör 20,0 %, vuxna 15-64 år 72 %, och äldre över 65 år 6,0 %.
Trakten runt Liji är nära nog obefolkad, med mindre än två invånare per kvadratkilometer. Närmaste större samhälle är Wanning, 9,0 km nordost om Liji. Omgivningarna runt Liji är en mosaik av jordbruksmark och naturlig växtlighet.
Genomsnittlig årsnederbörd är 2 185 millimeter. Den regnigaste månaden är september, med i genomsnitt 364 mm nederbörd, och den torraste är januari, med 20 mm nederbörd.